# کروارو
کروارو (به ایتالیایی: Cervaro) یک منطقهٔ مسکونی در ایتالیا است که در استان فروزینونه واقع شده‌است.

## خصوصیات
کروارو ۳۹٫۲ کیلومترمربع مساحت و ۷٬۱۲۱ نفر جمعیت دارد و ۲۵۰ متر بالاتر از سطح دریا واقع شده‌است.